# Leptogaster whitei
Leptogaster whitei là một loài ruồi trong họ Asilidae. Leptogaster whitei được Hardy miêu tả năm 1940.